# Vertelperspectief
Het vertelperspectief (ook vertelinstantie of verteller) is in de narratologie het antwoord op de vraag "Wie vertelt?". Het heeft dus te maken met de positie van waaruit de lezer een verhaal waarneemt. Het verhaal spreekt (indirect) tot de lezer, het vertelt hem iets. Er kan daarom van een verteller gesproken worden. Deze fictieve verteller richt zich tot een fictief publiek. De verteller in een verhaal ziet men bijvoorbeeld duidelijk naar voren komen als een omgeving wordt omschreven. Geen van de personages is dan aan het woord, maar de verteller. De verteller is dus geen in de reële wereld levende auteur, met wie de lezer zou kunnen communiceren.
Als een verteller openlijk naar zichzelf verwijst, naar zijn meningen of zijn waardeoordelen, dan spreekt men van een gedramatiseerde verteller. Het kan een homodiëgetische of een heterodiëgetische verteller zijn.
Onlosmakelijk verbonden met het gebruik van perspectief (het gezichtspunt) is dat van het bijbehorende register (taalgebruik). Daarnaast wordt dit begrip uit de narratologie soms verward met focalisatie, dat echter meer te maken heeft met point of view (standpunt).

## Perspectieven
Eerst komen de meest gebruikte perspectieven aan bod, waarna de nieuwe terminologie die de Franse structuralistische narratologen introduceerden wordt besproken.

### Auctoriaal
In de auctoriale vertelsituatie (soms ook auctorieel genoemd) is de verteller alwetend, maar hij speelt niet mee. Hij staat als het ware 'boven' het verhaal: hij ziet neer op alles wat gebeurt en weet alles van het verhaal, de personages, hun acties, motieven en gedachten. Zo krijgt de lezer een compleet overzicht van alle gebeurtenissen en het waarom en hoe daarvan. De auctoriale verteller kan eventueel een ik-standpunt in plaats van een hij/zij-standpunt aannemen, maar dat hoeft niet. Een auctoriële verteller onderscheidt zich van een personele verteller doordat hij meer weet dan de personages.
Dat de auctoriale verteller boven het verhaal staat, is terug te zien in de onderstaande voorbeelden. De verteller kan hier naar believen in het verhaal ingrijpen of op de gebeurtenissen vooruitlopen:
En kwam ze nú niet dus, dan was 't ook uit, zei juffrouw Pieterse. Ja, dan zou 't uit wezen met de juffrouw van achter-onder. Ik zal nu maar terstond zeggen dat ze niet gekomen is, en dat 't dus met de juffrouw uit was.
Of hij kiest ervoor om de afloop nog even voor zich te houden:
Later zullen we zien of 't waar was wat moeder zei, dat ie thuis alles ontvindt of nodig had.
Dit perspectief is een van de oudst gehanteerde; de meeste mythen en heilige boeken bedienen zich ervan. Het voordeel ligt in de soort absolute kwaliteit: het staat er, dus het is waar. Een groot deel van de Bijbel is bijvoorbeeld geschreven in dit perspectief. Het gebruik ervan is tegenwoordig echter vaak een zwaktebod; vooral wanneer er tegelijkertijd gespeeld wordt met andere perspectieven kan het een hinken op twee of meer gedachten zijn. Het lijkt het meest voor de hand liggende perspectief, maar met de literaire verworvenheden van de afgelopen anderhalve eeuw is het waarschijnlijk inmiddels het moeilijkst hanteerbare (of minst geloofwaardige).
De alwetende verteller kan er verder ook nog voor opteren, de gedachten van een personage niet naar de derde persoon om te vormen, maar die gedachten in hun ik-vorm te laten staan. Analoog met de manier waarop uitspraken worden weergegeven, maar dan zonder aanhalingstekens. Soms spreekt men dan weleens van een alwetende verteller, die op schouderhoogte met een personage blijft en zo met hem meekijkt. 
Een voorbeeld kan zijn: Wat moet ik doen als hij sterft? panikeert Frank. Hij kijkt om zich heen, maar er is niemand te zien in het ziekenhuis. Ik heb toch echt om een dokter gebeld? denkt hij.
Het voordeel van deze techniek is dat het de mogelijkheden en flexibiliteit (je kan makkelijk de verteller laten verspringen naar een ander personage) van de derde persoon combineert met de intensiteit van de ik-vorm. Het nadeel is dat sommige lezers het nogal rommelig vinden, omdat een ik- en een hij-vorm constant naast elkaar bestaan.

### Ik-perspectief
Bij het ik-perspectief wordt onderscheid gemaakt tussen de vertellend ik en het belevend ik. De vertellend ik gaat in op gebeurtenissen die achter de rug zijn, terwijl het belevende ik die gebeurtenissen meemaakt. Het belevende ik speelt bijna altijd een rol in het verhaal, vaak is het zelfs de hoofdpersoon. Omdat de lezer alles slechts vanuit zijn of haar oogpunt ziet, krijgt hij geen compleet overzicht.
Het ik-perspectief werkt doorgaans confronterend, vooral in combinatie met de o.t.t., als iemand die tegenover je zit en verslag doet. Paradoxaal genoeg is het dus moeilijker je te identificeren met de verteller, maar het effect van de confrontatie is groter dan bij een perspectief in de derde persoon. Een mooi voorbeeld is de roman Portret van een verloren jongeman (Portrait of a Young Man Drowning) van Charles Perry, waarin elke zin zich afspeelt in een absoluut 'nu'.
Essentieel bij het gebruik van het ik-perspectief is de keuze voor de adressaat: aan wie vertelt de ik-figuur zijn verhaal? De schrijver kan zich direct of in het algemeen tot de lezer richten, maar er kan ook worden gekozen voor een specifieke adressaat, een 'jij' aan wie het verhaal wordt gericht, vaak iemand die al niet meer leeft. Voorbeelden zijn Ariëlla Kornmehls Huize Goldwasser (de gestorven geliefde) en Threes Anna's De stille stad (de gestorven broer).

### Personaal perspectief
Het personele perspectief (soms ook personaal perspectief genoemd) is eigenlijk een combinatie van de twee andere. Hoewel de verteller in dit geval niet zelf in het verhaal betrokken is, wordt toch één persoon gevolgd. Het verhaal staat in de derde persoon, maar er is geen sprake van een compleet overzicht zoals bij het auctoriale perspectief. Een personaal perspectief kan vaak vrij gemakkelijk omgezet worden in een ik-perspectief. Alle derde personen die verwijzen naar het gevolgde personage, worden veranderd in eerste personen. Op die manier kan een personaal perspectief en het bijbehorende personage aangetoond worden.
Schrijven in de derde persoon enkelvoud, vooral in combinatie met de o.v.t., is de 'zachte methode', waarbij de lezer zich gemakkelijk identificeert met het personage. Het omzetten in het ik-perspectief verlevendigt doorgaans het proza, maar maakt het ook afstandelijker. In beide gevallen is het eenvoudig om de gedachte- en ervaringswereld van het personage vorm te geven.

### Andere perspectieven
Ook de absolute jij-vorm komt voor, bijvoorbeeld als verkapt ik-perspectief (te onderscheiden van het ik-perspectief met specifiek adressaat). Een bekend boek dat geheel in de jij-vorm is geschreven is La Modification (Retour Rome) van Michel Butor. Het boek uit 1957 begint (in vertaling) als volgt: 'Je staat met je linkervoet op de koperen groef van de drempel en je probeert tevergeefs met je rechterschouder de schuifdeur wat verder op en te duwen.' In het Frans heeft de jij-vorm in dit boek de vorm van 'vous'.
Een weinig gebruikt perspectief is dat van de wij-vorm:
- In Tristan Egolfs debuutroman Lord of the Barnyard (Heer onder het gepeupel) zijn het de vuilnismannen van de stad die verslag doen.
- In Gerard Walschaps roman Houtekiet zijn het de kinderen van Jan Houtekiet die verslag doen.
- In Ágota Kristófs eerste deel van de Tweelingentrilogie en debuutroman Het dikke schrift (Le grand cahier), doet een tweeling in de wij-vorm verslag van hun leven. In het derde deel, De derde leugen (Le troisième mensonge), blijkt echter dat het om een onbetrouwbare verteller ging.[1]

Zelfs voorwerpen kunnen worden gebruikt als perspectief. Zo is The Collector Collector van Tibor Fisher geschreven vanuit het perspectief van een antieke Sumerische vaas, en is een van de perspectieven van Wu Mings 54 een televisietoestel. In Specht en Zoon van Willem Jan Otten wordt het verhaal verteld vanuit het perspectief van een schilderij.

### Afwisselende perspectieven
Het bekendste voorbeeld van het gebruik van afwisselende perspectieven (ook wel meervoudig perspectief genoemd) is As I Lay Dying van William Faulkner: verscheidene ik-figuren vertellen samen het verhaal, zodat door de lappendeken aan verschillende camerastandpunten een beeld gegeven wordt van het totaal. Het uiteindelijke effect is dus groter dan dat wanneer een alwetende verteller zou zijn gehanteerd: het is tegelijkertijd intiem en universeel. Door de grote rijkdom aan mogelijkheden wordt de techniek veelvuldig toegepast.
Andere goede voorbeelden van een roman waar deze vertelsoort tot uiting komt zijn Bonita Avenue van Peter Buwalda en het jeugdboek van Greet Beukenkamp Al het water van de zee dat over pesten op school gaat. Elk hoofdstuk is geschreven vanuit het perspectief van een andere leerling, waardoor het pestprobleem als het ware op de ontleedtafel wordt gelegd.

## Vertelinstantie
Uit ontevredenheid met de bestaande terminologie 'ik-vertelling' en 'hij-vertelling' introduceerden de Franse structuralistische narratologen (Gérard Genette, François Jost, en anderen) de nieuwe begrippen vertelniveau, vertelinstantie en focalisatie. Hun bezwaar was dat de eerder genoemde termen de begrippen vertelinstantie en focalisatie verwarden.
Een vertelinstantie kan als personage in een verhaal optreden of juist helemaal niet. In de narratologie maakt men daarom onderscheid tussen de volgende twee vertelinstanties die zijn gebaseerd op de "mate van betrokkenheid":
- de homodiëgetische vertelinstantie, waarbij de verteller de gebeurtenissen waarvan hij verslag doet tevens zelf heeft meegemaakt, als rechtstreeks betrokkene of als getuige. In de meeste gevallen betreft het hier een ik-verteller. Als de homodiëgetische vertelinstantie de protagonist (hoofdpersoon) van het verhaal is, spreekt men van een autodiëgetische vertelinstantie.
- de heterodiëgetische vertelinstantie, waarbij de verteller de gebeurtenissen die hij vertelt niet zelf heeft meegemaakt. Vaak (maar niet altijd) is dit een auctoriële of een personele verteller.

Van een 'ik-vertelling' wordt niet meer vaak gesproken. Een betere term daarvoor is volgens Genette homodiëgetische vertelling/verteller. De redenering hierachter is dat elke verteller een 'ik-verteller' is, want als je vraagt "Wie vertelt?" moet de vertelinstantie "ik" antwoorden.
Naast het bovengenoemde onderscheid dat is gebaseerd op de betrokkenheid van de verteller, maakt Genette nog een ander onderscheid dat is gebaseerd op het vertelniveau:
- de extradiëgetische verteller staat zelf buiten of "boven" het verhaal dat hij vertelt.
- de intradiëgetische verteller is een personage in het door hemzelf vertelde verhaal, waarin hij als het ware is "ingebed". Het betreft hier dus geen auctoriële of personele verteller.

De intra- en de extradiëgetische verteller kunnen allebei tegelijkertijd ook homo- dan wel heterodiëgetisch zijn. Dit kan soms voor enige verwarring zorgen. Indien de verteller bijv. tegelijk homo- en extradiëgetisch is, staat hij enerzijds als extradiëgetische verteller buiten het verhaal dat hij vertelt. Anderzijds beschrijft hij daarbij bepaalde gebeurtenissen tòch rechtstreeks vanuit zijn eigen waarneming, maar op het moment dat hij dit doet is hij geen onderdeel van het verhaal. Indien de verteller anderzijds zowel hetero- als intradiëgetisch is, doet hij als personage (hij staat als intradiëgetische verteller immers niet boven het verhaal) verslag van gebeurtenissen die hij niet rechtstreeks zelf heeft meegemaakt, maar die als zodanig deel uitmaken van hetzelfde verhaal waarvan ook de verteller zelf onderdeel vormt. Een voorbeeld van dit laatste is de slotscène van Het behouden huis (van Willem Frederik Hermans) waarin de hoofdpersoon - een Nederlandse soldaat in de Tweede Wereldoorlog - beschrijft hoe hij de oude Duitse kolonel aantreft die hij eerder heeft aangetroffen in het huis waarin hij zich had verschanst na het leger te zijn ontvlucht: Ze hadden hem opgehangen aan de plataan en op zijn buik hadden ze het papier vastgespeld dat ik voor hem had geschreven.
Bij een filmadaptatie van een boek waarin gebruik wordt gemaakt van een homodiëgetische vertelling introduceert men soms de personages eerst door een heterodiëgetische vertelinstantie (een voice-over) aan het woord te laten, waarna de homodiëgetische vertelinstantie, het hoofdpersonage bijvoorbeeld, het verhaal overneemt. Voorbeelden hiervan zijn de films noirs Lady in the Lake en Double Indemnity. Die laatste film begint met een anonieme, heterodiëgetische vertelinstantie die Walter Neff introduceert, terwijl de kijker ziet hoe het personage 's nachts met zijn auto door de straten van Los Angeles scheurt. Na deze introductie neemt het personage Walter Neff zelf het woord (hij grijpt in het verzekeringskantoor waar hij is binnengestormd een dictafoon en begint zijn verhaal te vertellen).